# Таджики в Афганистане
Таджики являются второй по численности этнической группой современного Афганистана, составляя, по разным данным, 11 миллионов человек.
Определение доли таджиков в населении Афганистана наталкивается на значительные трудности, поскольку систематические переписи не проводились в стране на протяжении нескольких десятилетий. Разные источники приводят разные оценки от 27 %. Это может составлять 12 миллионов человек, что даже больше, чем в самом Таджикистане, в котором таджиков чуть больше 7,5 миллион.

## Расселение
Таджики составляют большинство в северо-восточных и западных провинциях Афганистана: Балх, Тахар, Бадахшан, Парван, Панджшер, Каписа, Баглан, Гор, Бадгис, Герат. Значительные группы таджиков населяют также другие провинции страны (за исключением провинций Нуристан, Нангархар, Хост, Забуль). Как и в Средней Азии, таджикские этнические области сильно разобщены как пустынными областями, так и этнической территорией узбеков, туркменов, пуштунов, хазарейцев, чараймаков и др.
Таджиков Афганистана можно разделить на следующие группы:
- таджики Балха и Бадахшана (север и северо-восток), продолжающие южнотаджикский ареал Таджикистана.
- таджики Кабулистана — в районах Кабула, Парвана и Газни (бассейны рек Кабул, Панджшер, верховий Аргандаба).
- таджики Герата запада — преимущественно шиитское население бассейнов Герируда и озера Хамун, продолжающее персов Иранского Хорасана и Систана.

## История
Древними предками таджиков Афганистана были бактрийцы, кушаны, эфталиты и другие восточные иранские племена. Иранские народы Хорасана стали объединяться под этнонимом «таджик» с VIII по IX век.
Согдийское население Среднеазиатского междуречья составило основу таджикского народа в Узбекистане, а в Афганистане основу таджикского народа составили бактрийцы. С образованием государства Саманидов в IX—X вв. завершился и процесс сложения этнического ядра таджиков. Процесс этот был связан с распространением общего персидского языка, что привело к смешениям (согдийцев и бактрийцев).
Именно в IX веке, когда таджики уже сложились как единый этнос, появляются такие выдающиеся таджикские поэты, как Рудаки, Дакики и Унсури. Поэт Анвари в своих произведениях, написанных в X веке, упоминал об этнониме «таджик» как о названии одной из этнических групп Газни.

## Численность
Таджики в Афганистане являются первой или второй по численности этнической группой. Разные источники приводят разные оценки: от 33 %, 39 % населения страны до 46 %, 56 %. Это может составлять от 10 до 23 млн чел.
Таджики составляют большинство в 15 провинциях Афганистана. Приблизительные оценки доли таджиков провинций Афганистана:
- Панджшер — 100 %
- Парван — 82 %
- Каписа — 81 %
- Баглан — 80 %
- Бадахшан — 80 %
- Тахар — 78 %
- Балх — 73 %
- Саманган — 72 %
- Герат — 70 %
- Кундуз — 61 %
- Гор — 60 %
- Бадгис — 60 %
- Сари-Пуль — 58 %
- Кабул — 45 %
- Бомиан — 40 %

Значительные группы таджиков населяют также другие провинции страны.
Поскольку систематические переписи не проводились в стране на протяжении нескольких десятилетий, точных данных по численности и составу различных этнических групп не имеется. В связи с этим многие цифры являются приблизительными:
- На основе официальных переписей населения 1960-х — 1980-х годов, а также информации в основном из научных источников, Энциклопедия «Iranica»[4] приводит следующий список:
  - пуштуны — 39,4 %,
  - таджики — 33,7 %,
  - хазарейцы — 8,0 %,
  - узбеки — 8,0 %,
  - аймаки — 4,1 %,
  - туркмены — 3,3 %,
  - белуджи — 1,6 %,
  - другие — 1,9 %.

- По словам представителя исследования, названного «Опрос населения Афганистана — Афганистан в 2006 году», сводный проект Азиатского Фонда, в Индии, Центра по изучению развивающихся стран (ЦСО) и афганского Центра социально-экономических и научно-исследовательских опросов (ACSOR), распределение этнических групп следующее[5]:
  - пуштуны — 40,9 %,
  - таджики — 37,1 %,
  - хазарейцы — 9 %,
  - узбеки — 9 %,
  - туркмены — 1,7 %,
  - белуджи — 0,5 %,
  - аймаки — 0,1 %,
  - другие — 1,3 %.

- По словам другого представителя исследования от 9 февраля 2009 года, названного «Афганистан: В тех случаях, когда дело», результатом совместных усилий со стороны американского телеканала ABC News, британской BBC, и германского ARD (с 2004 года по 2009 год), этнический состав населения страны (приблизительно)[6]:
  - пуштуны — 41 %,
  - таджики — 38 %,
  - хазарейцы — 10 %,
  - узбеки — 6 %,
  - туркмены — 2 %,
  - нуристанцы — 1 %,
  - белуджи — 1 %,
  - другие — 1 %.
- Другие источники говорят, что доля таджиков — 35 %[7] или 39 %[2].

## Язык
Иранский язык дари, близкий таджикскому, широко используется как язык межнационального общения в Афганистане; он является родным языком не только для таджиков Афганистана, но и для таких этнических групп, как хазарейцы — этнической группы, происходящей из расселения воинов Чингисхана вдоль западных границ Хорасана и перешедших на язык покоренных земель (восточный фарси), с сохранением значительного монгольского субстрата в лексике.
Точные данные о численности и составе различных этнолингвистических групп Афганистана недоступны ввиду того, что в последние десятилетия в стране не проводятся систематические переписи населения[5]. Оценочные данные дают следующие цифры о родных языках:
| Язык         | Всемирная книга фактов[6]/Библиотека Конгресса[7]/Ethnologue[8]/Iranica[2] |
| ------------ | -------------------------------------------------------------------------- |
| Дари         | 50 %                                                                       |
| Пушту        | 35 %                                                                       |
| Узбекский    | 8 %                                                                        |
| Туркменский  | 2,5 %                                                                      |
| Другие языки | 4 %                                                                        |

В результате исследования путём опроса, проводимого в 2006 году организацией «Asia Foundation»«» и охватывающего 6226 случайно отобранных респондентов, дари является родным языком 49 % опрошенных, тогда как 37 % владели им как вторым языком; 42 % были способны читать на дари.

## Известные таджики Афганистана
- Гийас ад-Дин Мухаммад (1163—1202) султан из династии гуридов (от 1163 до 1202) Во время его правления Гуридский султанат стала мировой державой, которая простиралась от Горгана до Бенгалии[8][9]
- Мухаммад Гури (1149—1206) — султан из династии гуридов, младший брат Гийас ад-Дина Мухаммада. Завоеватель северной Индии и основоположник первой мусульманской державы в Индии[8][9]
- Устад Ахмад Лахаури (1580—1649) — персо-таджикский архитектор из Бадахшана. Он был главным архитектором Тадж — Махал в Агре, Индия (годы постройки между 1632 и 1648)
- Хабибулла Калакани (бачаи-и сакао) — эмир Афганистана (1929)
- Тахир Бадахши (1933—1979) культурный и политический деятель Афганистана. Основатель анти-пуштунской партии «Сатам-е-Милли»
- Бабра́к Карма́ль (1929—1996) — Президент Афганистана (1979—1986) годы[10]
- Бурхануддин Раббани (1940—2011) — президент Афганистана (1992—2001), а также руководитель партии Исламское общество Афганистана
- Абдулла, Абдулла (по матери)[11][12] — премьер-министр Афганистана с (2014 — 2019г)
- Ахмад Шах Масуд — афганский полевой командир таджикского происхождения, министр обороны Афганистана (1992—2001)
- Фахим Мохаммад — министр обороны Афганистана (2001—2004)
- Бисмилла Хан Мохаммади [13] — министр внутренних дел Афганистана (2010—2015). Министр обороны Афганистана (2021—по нынешнее время)
- Вайс Ахмад Бармак — министр внутренних дел Афганистана, (с 13 августа 2017г по ныне)
- Акбар Шах Вали[14] — министр здравоохранения (1978—1979) и иностранных дел Афганистана (1979).
- Атто Мухаммади Нур — Губернатор провинции Балх (2001—2017)
- Абдул Джамиль Зарифи[15] — министр по делам ислама и вакуфов Афганистана (1987—1988)
- Исмаил-хан — афганский полевой командир таджикского происхождения, наиболее крупный военачальник и авторитетный полевой командир моджахедов запада Афганистана в период Афганской войны; министр водных ресурсов и энергетики Афганистана (с 2004)
- Мохаммад Азиз[16] — мэр Кабула (1978), министр лёгкой промышленности Афганистана (1984—1986).
- Мохтат, Абдул Хамид[14] — министр связи (1973—1974) и вице-президент Афганистана (1988—1992)
- Ахмад Зия Масуд вице-президент (2004—2009)
- Гулам Дастагир Панджшери[14] — министр просвещения (1978) и общественных работ Афганистана (1978—1979)
- Сарвари, Асадулла[17] — видный государственный, партийный и политический деятель ДРА, начальник Службы защиты национальных интересов Афганистана (1979)
- Унсури — персо-таджикский поэт, придворный панегирик
- Фазль-уль-Хак Халекьяр[18] — премьер-министр Афганистана (1990—1992)
- Абдул Вали Ходжат[19] — министр по делам ислама Афганистана (1985—1992)
- Шафии, Мохаммад Хасан Барек[14] — поэт, министр информации и культуры (1978—1979) и транспорта и туризма Афганистана (1979)
- Шахбаз, Гулам Мохауддин[20] — министр статистики (1989—1991) и планирования Афганистана (1991—1992)
- Яфтали, Абдулла[21] — министр планирования (1965 и 1967) и финансов Афганистана (1965—1967)
- Амрулла Салех — бывший министр безопасности Афганистана. Премьер-министр Афганистана с (2019 — по ныне).
- Юнус Кануни — председатель нижней палаты парламента Афганистана (2001—2016)
- Абдул Латиф Педрам — лидер партии (Национального конгресса Афганистана 2006—2017)